# فوتبال در المپیک تابستانی ۱۹۰۰
در بازی‌های المپیک تابستانی ۱۹۰۰، برای اولین بار مسابقات فوتبال برگزار شد. تنها دو مسابقه بین سه تیم باشگاهی برگزار شد و مدالی دریافت نشد.
نماینده فرانسه توسط اوسفسا تعیین شد، که باشگاه فرانسوی، قهرمان پاریس را انتخاب کرد. برای بلژیک، پس از اینکه راسینگ بروکسل شرکت نکرد، انتخابات دانش‌آموزی با بازیکنانی از دانشگاه آزاد بروکسل توسط فدراسیون برگزار شد. این تیم با چند نفر غیر دانش‌آموز تقویت شد. از سوی دیگر، باشگاه انگلیسی آپتون پارک نماینده بریتانیای کبیر بود.
کمیته بین‌المللی المپیک به بریتانیای کبیر، فرانسه و یک "تیم مختلط" به ترتیب مدال‌های طلا، نقره و برنز را به عنوان بخشی از تلاش خود برای آشتی دادن بازی‌های اولیه المپیک با طرح جایزه مدرن می‌داند. در تیم بلژیکی یک بازیکن انگلیسی و یک هلندی حضور داشتند.
مسابقات فوتبال در ورزشگاه ولودروم دو ونسن در پاریس برگزار شد.

## برنامه مسابقات
در ابتدا چهار مسابقه برای المپیک ۱۹۰۰ برنامه ریزی شده بود که همگی شامل یک تیم فرانسوی بود. از آنجایی که سوئیس و آلمان در نهایت تیمی نفرستادند، مسابقه با شرکت فرانسه و انگلیس به ۲۰ سپتامبر منتقل شد.
۱۶ سپتامبر ۱۹۰۰  فرانسه در مقابل   سوئیس
۲۳ سپتامبر ۱۹۰۰  فرانسه در مقابل  بلژیک
۳۰ سپتامبر ۱۹۰۰  فرانسه در مقابل  آلمان
۷ اکتبر ۱۹۰۰  فرانسه در مقابل  انگلستان
| م | مسابقه |

| ۲۰ام | ۲۱ام | ۲۲ام | ۲۳ام |
| ---- | ---- | ---- | ---- |
| م۱   |      |      | م۲   |

## ورزشگاه

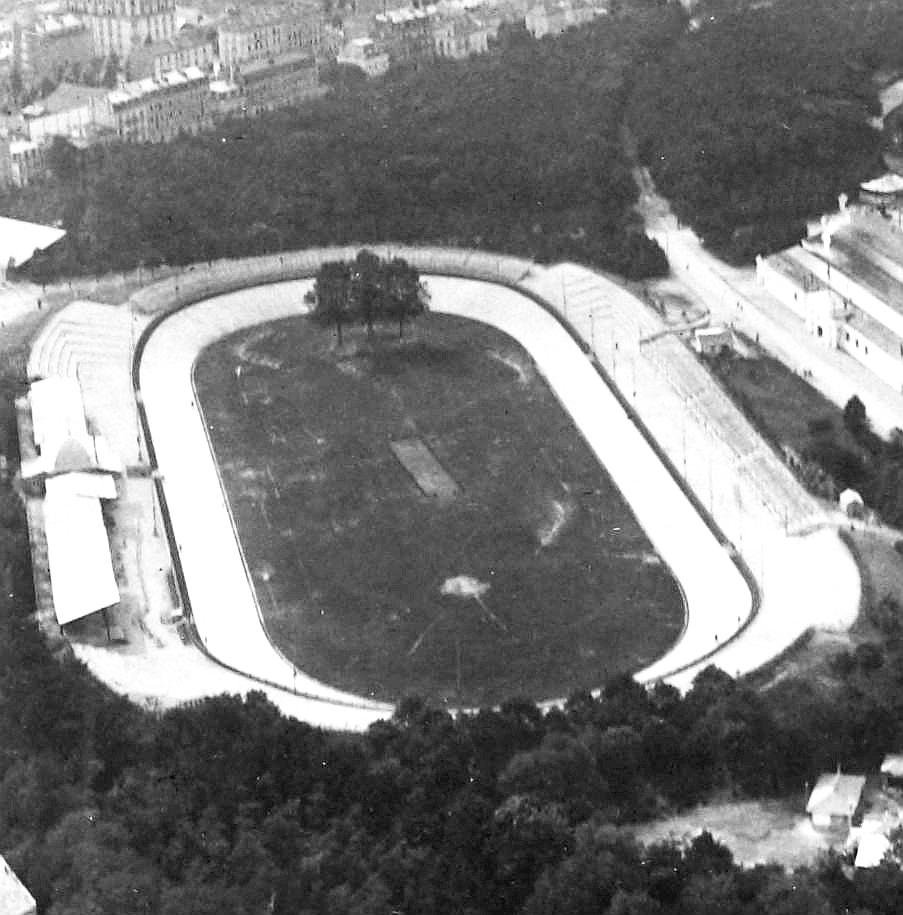
ورزشگاه ولودروم دو ونسن میزبان تمام مسابقات بود

## مسابقات
در بازی اول، تیم بریتانیا برای شکست دادن باشگاه فرانسوی مشکلی نداشت. آپتون پارک پس از نیمه اول ۲–۰ جلو افتاد و در نیمه دوم دو گل دیگر به ثمر رساند و ۴–۰ پیروز شد. در بازی دوم، گستون پلتیه در دقیقه اول گلزنی کرد تا تیم فرانسوی پیش بیفتد، اما دانشگاه بروکسل دو گل به ثمر رساند تا در نیمه اول ۲–۱ پیش بیفتد. با این حال، فرانسوی‌ها در نیمه دوم پنج گل به ثمر رساندند و بازی را ۶–۲ کردند.
| فرانسوی | ۰–۴    | آپتون پارک                   |
| ------- | ------ | ---------------------------- |
|         | Report | نیکولاس · تارنر ۵' · زیلی ۷' |

| فرانسوی                 | ۶–۲    | دانشگاه بروکسل     |
| ----------------------- | ------ | ------------------ |
| پلتیه ۱' · لامبر ?' · ? | Report | اسپانوگ · فن هکلوم |

### رتبه‌بندی نهایی
| رتبه | تیم            | بازی | برد | مساوی | باخت | گل زده | گل خورده | گل تفاضل | امتیاز |
| ---- | -------------- | ---- | --- | ----- | ---- | ------ | -------- | -------- | ------ |
| ۱    | آپتون پارک     | ۱    | ۱   | ۰     | ۰    | ۴      | ۰        | ۴+       | ۲      |
| ۲    | فرانسوی        | ۲    | ۱   | ۰     | ۱    | ۶      | ۶        | ۰        | ۲      |
| ۳    | دانشگاه بروکسل | ۱    | ۰   | ۰     | ۱    | ۲      | ۶        | ۴−       | ۰      |

## جدول مدال‌ها
| جایگاه | کشور                 | طلا | نقره | برنز | مجموع |
| ۱      | بریتانیای کبیر (GBR) | ۱   | ۰    | ۰    | ۱     |
| ۲      | فرانسه (FRA)         | ۰   | ۱    | ۰    | ۱     |
| ۳      | بلژیک (BEL)          | ۰   | ۰    | ۱    | ۱     |

## مدال آوران
| طلا | نقره | برنز |
| بریتانیای کبیر (GBR) (آپتون پارک) جیمز جونز کلود باکنهام ویلیام گوزلینگ آلفرد چاک تی. ئی باریج ویلیام کواش ریچارد تارنر اف.جی. اسپکمن جان نیکولاس جک زیلی هنری هازلام | فرانسه (FRA) (فرانسوی) پیر آلمان لوئی بک آلفرد بلوش فرنان کنل ار. دوپار اوژن فریس ویرژیل گیار ژرژ گارنیه رنه گرانجان لوسین اوتو مارسل لامبر موریس ماکر گستون پلتیه | بلژیک (BEL) (دانشگاه بروکسل) آلبر دلبک هنریک فون هکلوم (هلند) رائول کلکوم مارسل لوبوت لوسین لوندو ارنست مورو ده ملن ادموند نفس ژرژ پلخیمس آلفونس رنیه امیل اسپانوگ اریک تورنتون (بریتانیا) |